# Kyōga Nakamura
Kyōga Nakamura (japanisch 仲村 京雅 Nakamura Kyōga; * 25. April 1996 in Funabashi) ist ein japanischer Fußballspieler.

## Karriere
Nakamura erlernte das Fußballspielen in der Jugendmannschaft von JEF United Chiba. Seinen ersten Vertrag unterschrieb er 2015 bei JEF United Chiba. Der Verein spielte in der zweithöchsten Liga des Landes, der J2 League. Im Juli 2015 wurde er an den Drittligisten YSCC Yokohama ausgeliehen. Für den Verein absolvierte er 14 Ligaspiele. 2016 kehrte er zu JEF United Chiba zurück. Im September 2016 wurde er an den Drittligisten FC Ryūkyū ausgeliehen. Für den Verein absolvierte er drei Ligaspiele. 2017 wurde er an den Drittligisten YSCC Yokohama ausgeliehen. Für den Verein absolvierte er 26 Ligaspiele. 2019 wechselte er nach Singapur zu Albirex Niigata (Singapur). Der Verein ist ein Ableger des japanischen Vereins Albirex Niigata und spielt in der ersten singapurischen Liga, der Singapore Premier League. 2020 wechselte er zum Ligakonkurrenten Tampines Rovers und gewann im gleichen Jahr dort das Singapore Community Shield. Mit dem Verein nahm er in der folgenden Spielzeit auch an der AFC Champions League teil und kam dort zu sechs Einsätzen in der Gruppenphase. Nach insgesamt 118 Ligaspielen wechselte er im Sommer 2025 nach Thailand zum Erstligisten Bangkok United.

## Erfolge
Tampines Rovers
- Singapore Community Shield: 2020